# Micrasema burksi
Micrasema burksi is een schietmot uit de familie Brachycentridae. De soort komt voor in het Nearctisch gebied.